# Trâm Nguyễn
Trâm Nguyễn (sinh ngày 22 tháng 6 năm 1986) là một chính trị gia người Mỹ gốc Việt của Đảng Dân chủ và là thành viên Hạ viện Massachusetts thuộc khu bầu cử Essex thứ 18. Cô là dân biểu cho các thị trấn Andover, Boxford, North Andover và Tewksbury. Nguyễn là Phó Chủ tịch Ủy ban Liên hợp về Lao động & Phát triển Lực lượng Lao động (người phụ nữ đầu tiên của AAPI là Phó Chủ tịch Hạ viện MA) và thành viên của Ủy ban Liên hợp về sức khỏe tâm thần, sử dụng và phục hồi chất gây nghiện, Ủy ban Liên hợp Thành phố và Chính quyền Khu vực, và Ủy ban Nhân sự & Tuyển mộ Nhân viên (trước đây là Nhân sự & Hành chính). Trước khi được bầu là người phụ nữ Mỹ gốc Việt đầu tiên trong Cơ quan Lập pháp Massachusetts, Nguyễn là luật sư làm việc tại hãng luật Greater Boston Legal Services chuyên cung cấp sự hỗ trợ về mặt pháp lý cho nạn nhân bạo lực gia đình, người cao tuổi, cựu chiến binh, người khuyết tật, người lao động có thu nhập thấp và những người khác dễ bị tổn thương trong cộng đồng.

## Tiểu sử

### Thân thế và học vấn
Nguyễn chào đời tại Việt Nam và cùng gia đình di cư sang nước Mỹ theo diện tị nạn chính trị khi mới 5 tuổi. Cô lớn lên ở Thung lũng Merrimack và sinh sống ở Andover. Nguyễn tốt nghiệp trường Trung học Methuen và đăng ký nhập học Đại học Tufts với tư cách là sinh viên đại học người Mỹ gốc Việt thuộc thế hệ đầu tiên. Trước khi quyết định học luật, Nguyễn tin rằng cô mong muốn học y khoa và trở thành bác sĩ nhi khoa. Tình yêu của cô dành cho trẻ em đã khiến cô dấn bước tham gia vào chương trình Jumpstart cung cấp giáo dục để giúp trẻ em kém may mắn phát triển kỹ năng đọc viết khi còn nhỏ. Tuy nhiên, việc tham gia vào Jumpstart khiến Trâm nhận ra rằng cô muốn tiếp tục giúp đỡ những gia đình như vậy và thích sự thay đổi thông qua chính sách chứ không phải y học. Nguyễn quyết tâm thi đậu lấy bằng chuyên ngành Xã hội học và Nghiên cứu Hoa Kỳ tại Đại học Tufts và sau là Tiến sĩ Luật tại Đại học Northeastern.

### Sự nghiệp pháp lý và chính trị
Nguyễn khởi đầu sự nghiệp pháp lý của mình với vị thế là hội viên thông qua Equal Justice Works, một trong những tổ chức pháp lý sau đại học có uy tín và cạnh tranh nhất trong nước, và làm việc tại hãng luật Greater Boston Legal Services (GBLS), chuyên cung cấp đại diện pháp lý cho những nạn nhân bạo lực trong gia đình và luật di trú. Nguyễn về sau làm nhân viên pháp lý tại GBLS và sau đó là điều phối viên của Dự án Hỗ trợ Pháp lý Dân sự cho Nạn nhân của Tội phạm, nơi cô đại diện và bênh vực cho người cao tuổi, cựu chiến binh, người khuyết tật và những người khác đến từ các cộng đồng dễ bị tổn thương là nạn nhân của tội phạm.
Trâm Nguyễn tham gia tranh cử Dân biểu Tiểu bang của khu bầu cử Essex thứ 18 (bao gồm Andover, North Andover, Boxford và Tewksbury) ở Massachusetts. Nguyễn ra tranh cử chống lại Hạ nghị sĩ đương nhiệm của Đảng Cộng hòa là James J. Lyons Jr., tại nhiệm được 8 năm trước chiến thắng của Nguyễn và phản đối quyền lợi về sức khỏe sinh sản của phụ nữ và LGBTQ. Nguyễn đã giành chiến thắng với tỷ lệ áp đảo 54%, một chiến thắng mà cô cho rằng là "cuộc vận động tích cực tập trung vào việc làm cho tiếng nói của cử tri được lắng nghe". Chiến thắng của cô đã giành lại một ghế của Đảng Dân chủ trong lịch sử được chuyển thành một ghế của Đảng Cộng hòa khi Lyons được bầu chọn vào chức vụ này.
Trong suốt chiến dịch tranh cử của mình, Nguyễn đã đứng ra giải quyết một số vấn đề cơ bản bao gồm trách nhiệm giải trình giới thức được bầu chọn, tài trợ tốt hơn cho giáo dục công, bảo vệ môi trường, ưu tiên bình đẳng và hòa nhập vì nhận dạng giới tính, phòng chống bạo lực súng đạn, làm cho dịch vụ chăm sóc sức khỏe dễ tiếp cận và hợp lý hơn, giải quyết vấn đề dịch bệnh thuốc giảm đau nhóm opioid như một cuộc khủng hoảng sức khỏe cộng đồng, bảo vệ người cao tuổi và cựu chiến binh trên quan điểm pháp lý, đầu tư vào giao thông vận tải, đấu tranh vì sức khỏe phụ nữ và cải thiện cuộc sống của các gia đình lao động.